# 모이세스 아르테아가
모이세스 가르시아 페르난데스(스페인어: Moisés García Fernández, 1969년 6월 1일, 안달루시아 주 카디스 ~)는 스페인의 전직 축구 선수로, 현역 시절 좌측 미드필더로 활약했다.

## 클럽 경력
카디스 출신인 아르테아가는 고향 카디스에서 프로 무대 신고식을 치러 1991-92 시즌에 1군으로서의 입지를 다졌다. 이듬해 안달루시아 연고 구단이 라 리가에서 강등되면서, 그도 세군다 디비시온의 에스파뇰로 이적했다.
그는 카탈루냐 연고 구단에서 처음 2년을 보내면서 1부 리그 복귀에 큰 공을 세우고, 이듬해에는 승격 첫 해 6위라는 괄목할 만한 성적을 거두는 데 도움을 주었고, 그 동안 66경기에 출전해 10골을 넣었다. 그는 2000-01 시즌까지 꾸준히 출전했는데, 1999-2000 시즌 코파 델 레이 우승을 견인했다.
라요 바예카노로 1년 동안 임대되었던 아르테아가는 에스파뇰로 복귀했고, 2002-03 시즌이 끝나고 1부 리그에서 330경기 출전 37골 득점 기록을 세우고 프로 은퇴를 선언했다. 2007년까지, 그는 고향 지역 리그의 아마추어 구단 치클라나에서 뛰었었다.

## 수상
에스파뇰
- 코파 델 레이: 1999-2000

## 사생활
아르테아가는 또다른 카디스 유소년부 출신인 호세 마리아 케베도와 출생일과 출생지가 같다.